# Savalia
Savalia Nardo, 1844 è un genere di esacoralli della famiglia Parazoanthidae.

## Tassonomia
Comprende due sole specie:
- Savalia lucifica (Cutress C.E. & Pequegnat W.E., 1960)
- Savalia savaglia (Bertoloni, 1819)